# Volksbank Wolgast
Die Volksbank Wolgast war eine deutsche Genossenschaftsbank mit Sitz in Wolgast. Sie war mit Filialen in Wolgast, auf Usedom und Hinterland vertreten.
Die Volksbank Wolgast betreute ihre Kunden, darunter 2.122 Mitglieder, in der Hauptgeschäftsstelle in Wolgast und in den Filialen/Selbstbedienungsfilialen in Ahlbeck, Bansin, Heringsdorf, Karlshagen, Koserow, Lassan, Usedom, Zempin, Zinnowitz und Zirchow.
Im Jahre 2019 fusionierte die Bank mit der Volksbank Raiffeisenbank Greifswald eG und änderte den Firmennamen in Volksbank Vorpommern eG. Die Volksbank Vorpommern eG hat ihren Sitz in Greifswald.

## Geschichte
|               | 2005  | 2006  | 2007  | 2008  | 2009  | 2010  | 2011  | 2012  |
| ------------- | ----- | ----- | ----- | ----- | ----- | ----- | ----- | ----- |
| Bilanzsumme   | 121,0 | 124,2 | 120,4 | 117,0 | 119,8 | 126,1 | 129,5 | 129,4 |
| Einlagen      | 97,8  | 96,5  | 96,1  | 97,5  | 101,3 | 107,9 | 111,7 | 112,3 |
| Kundenkredite | 57,3  | 55,2  | 56,9  | 58,2  | 59,8  | 60,7  | 63,8  | 66,4  |
| Mitarbeiter   |       | 48    | 48    | 50    | 50    | 50    | 51    | 49    |
| Mitglieder    | 1475  | 1431  | 1399  | 1359  | 1428  | 1530  | 1616  | 1684  |